# Burg Rabenstein (Chemnitz)
Die Burg Rabenstein, die (seit Abriss der Unterburg) kleinste mittelalterliche Burg Sachsens, befindet sich im Stadtteil Rabenstein der Stadt Chemnitz.

## Lage
Die Burg befindet sich auf dem Burgfelsen im Nordwesten des Ortes Rabenstein (im historischen Ortsteil Oberrabenstein).
Unweit des Burgfelsens befinden sich auch das Schloss Rabenstein sowie der Stausee Oberrabenstein, an den sich der Rabensteiner Wald anschließt.

## Geschichte

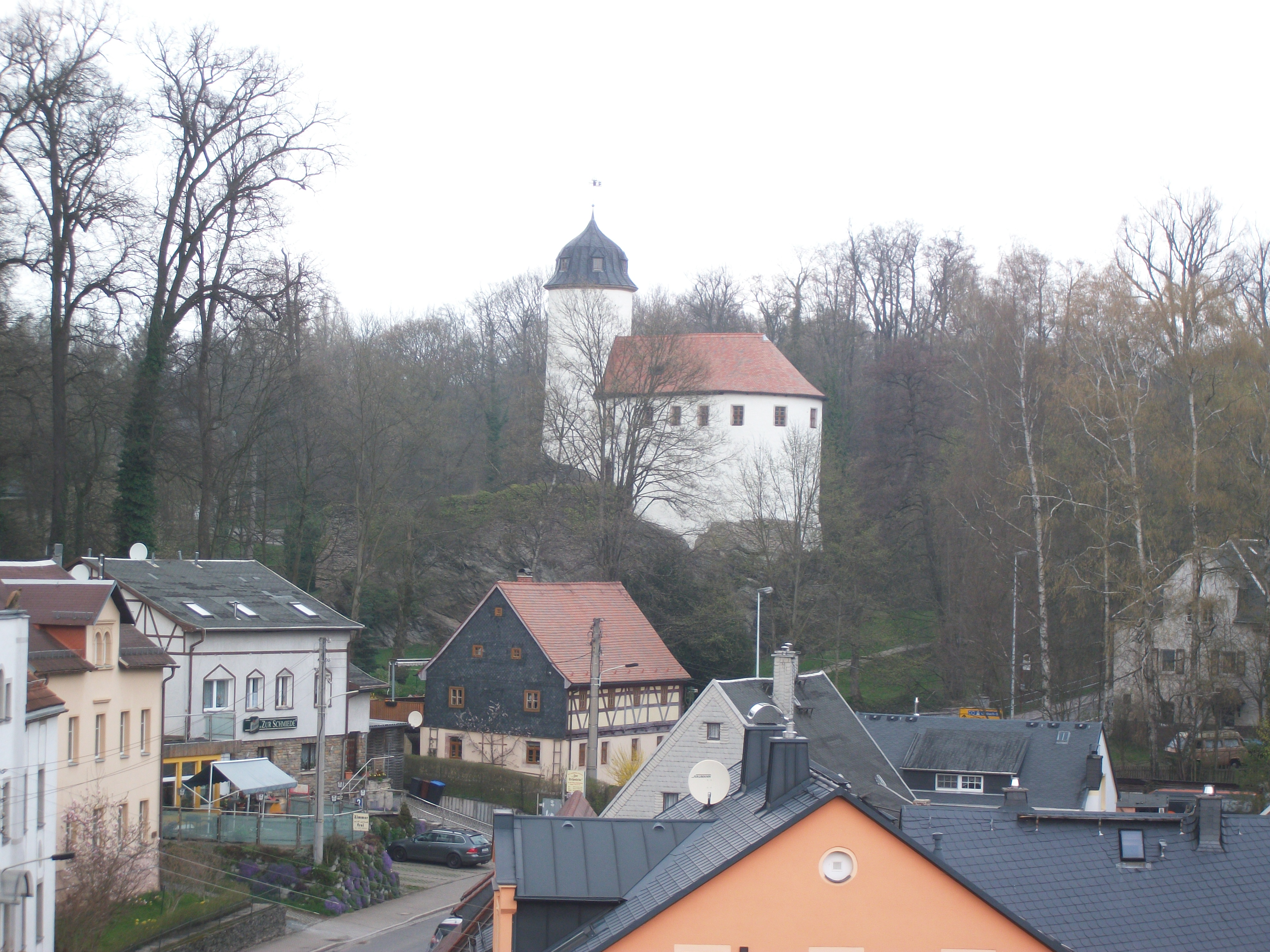
Burg Rabenstein, Blick vom Rabensteiner Viadukt (2016)

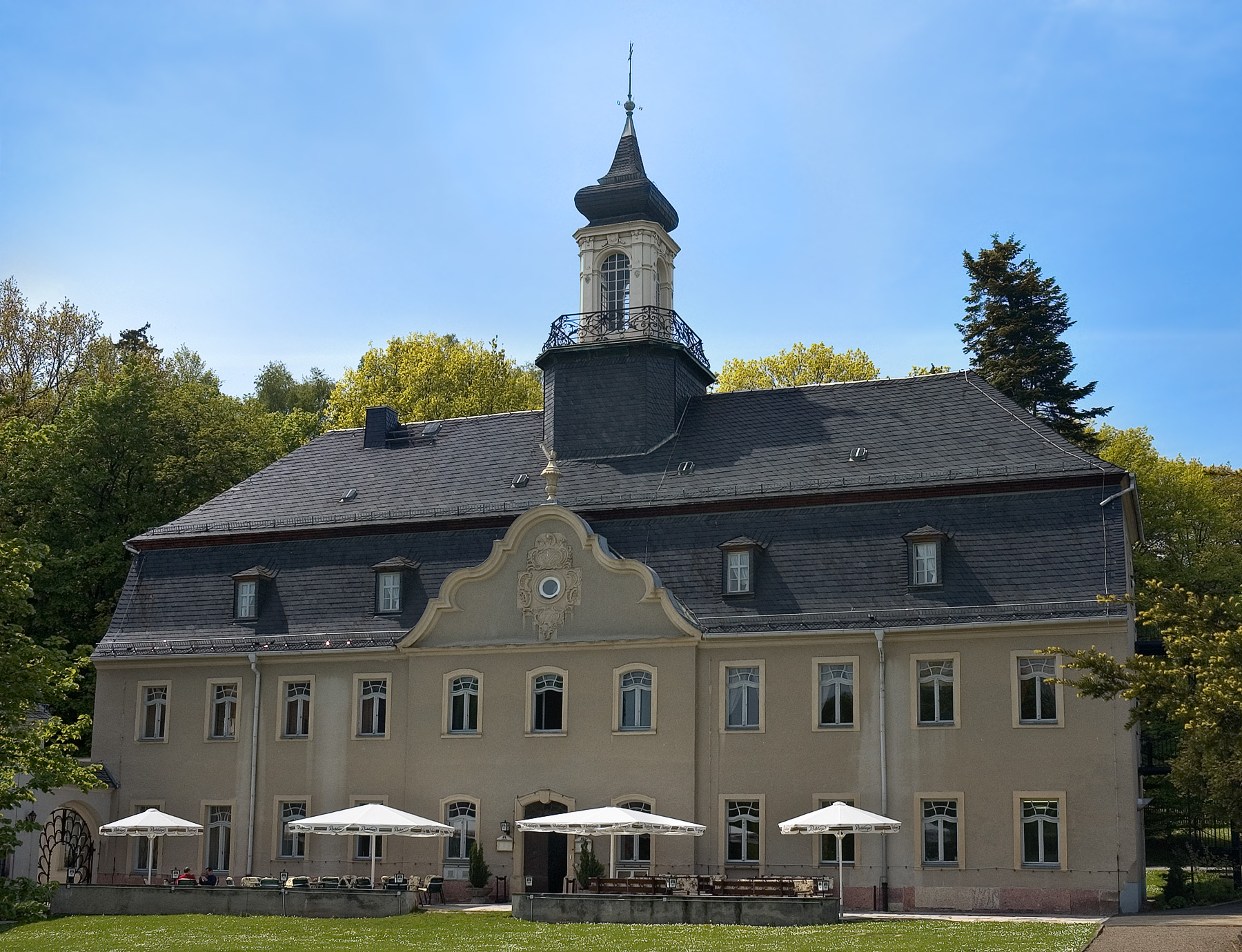
Schloss Rabenstein – Herrenhaus der Familie Siegert aus Chemnitz

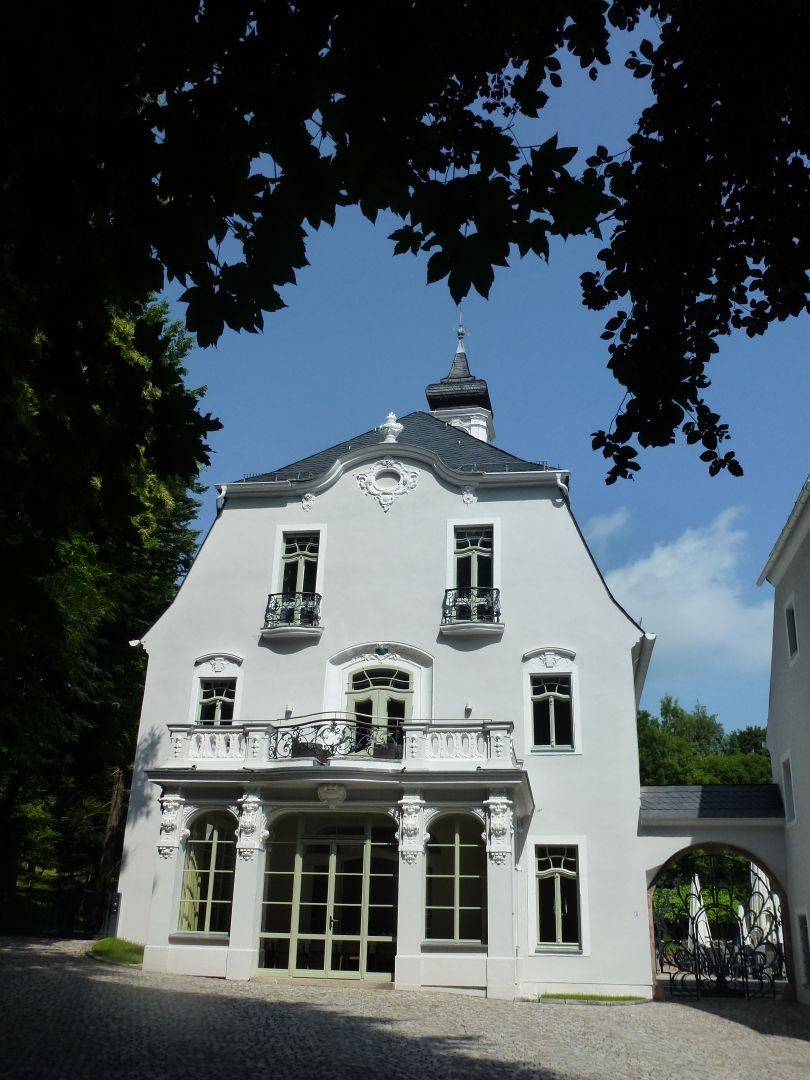
Seitenansicht des Schlosses

Hans und Doris Maresch teilen mit, dass der Name Rabenstein erstmals im Jahre 1301 in einer Urkunde überliefert wurde, als ein „Cunrodus de Rabenstein“  erwähnt wird. Volkmar Geupel bestätigt diese Urkunde/Namensnennung.
Erstmals erwähnt wurde die Höhenburg im Jahre 1336 in einer Urkunde von Ludwig dem Bayern, in der er sie seinem Schwiegersohn, dem Markgrafen Friedrich von Meißen, als Reichslehen verspricht, falls die Linie der Herren von Waldenburg ohne männlichen Erben ausstirbt. Zu dieser Zeit war die Burg wesentlich größer als die heutige Anlage. Den Burgfelsen umschloss eine 180 m lange Ringmauer, welche ein Areal von etwa 2000 m² aufnahm. An der Ringmauer waren sowohl außen wie auch innen Gebäude angeblendet, vor der Ringmauer befand sich zum Schutz noch ein Wassergraben.
Errichtet wurde die Burg, von der heute noch ein Teil der Oberburg und der angeschlossene Rundturm auf einem 15 Meter hohen Schieferfelsen erhalten ist, wesentlich früher. Der Baubeginn der Burg wurde zwischen dem 9. und 11. Jahrhundert vermutet, wahrscheinlich entstand sie erst im 12. Jahrhundert, als hier die deutsche Ostbesiedlung und die Erschließung des erzgebirgischen Urwaldes begann.
Historiker vermuten die Gründung der Burg um 1170 durch Hugo (I.) von Wartha, dessen Nachkommen sich Herren von Waldenburg nennen werden. Belegt ist, dass Burg Rabenstein sich 1331 im Besitz der Waldenburger befand.
Im Jahr 1375 wurde die Burg durch Johann von Waldenburg an das Benediktinerkloster Chemnitz verkauft, das damit einhergehend auch die Herrschaft Rabenstein von den Herren von Waldenburg erwarb. Dies stieß nicht auf Akzeptanz bei den Wettinern, so dass die Herrschaft an den Burggrafen Albrecht von Leisnig verpfändet wurde, was zu einer zehnjährigen Fehde führte. Erst 1396 bestätigte Markgraf Wilhelm von Meißen den Verkauf von Burg und Herrschaft an das Kloster.
Im Jahr 1418 kam es zu weiteren heftigen Streitigkeiten um die Burg, die um 1480 durch einen Brand teilweise zerstört wurde. Dies veranlasste den Abt Caspar von Meckau, die Burg ab dem Jahr 1483 wieder zu errichten. Zu dieser Zeit besaß sie vermutlich schon keine Ringmauer mehr, und nur wenige Gebäude befanden sich noch auf dem Burgareal.
Während des Prozesses der Auflösung des Chemnitzer Benediktinerklosters gelangten die Burg und die Herrschaft an das sächsische Herrscherhaus, die Wettiner, die 1546 die beiden Herrschaften Rabenstein und Chemnitz vereinten. Da die Amtsgeschäfte nun von Chemnitz aus erledigt wurden, blieb die Burg ungenutzt und wurde dem Verfall preisgegeben.
Mit dem Kauf der Burg und des Vorwerks durch den kurfürstlichen Oberforstmeister (ab 1626 Landjägermeister) Hans Georg von Carlowitz im Jahre 1619 wurde der Verfallprozess gestoppt und die verfallene Burg ab 1620 restauriert. Zu dieser Zeit erhielt der Turm seine barocke Haube (1624) und der Rittersaal wurde mit Wandmalereien ausgestattet, die Tiere abbildeten.
Die älteste bekannte Ansicht (um 1774) der Burg ist eine Zeichnung von Adrian Zingg und zeigt im Gelände der Vorburg noch ein damals vollständig erhaltenes Fachwerk-Torhaus, welches heute nicht mehr existiert. Vor diesem Torhaus-Standort wurden im Wassergraben Fundamente einer Brücke oder Brückenpfeiler aufgefunden.
Die Familie Carlowitz musste die Burg im Jahre 1774 aufgeben und sie wurde an den Kaufmann Johann Georg Siegert aus Chemnitz verkauft. Er ließ die Burg renovieren. Zwei Jahre später wurde das heute als Schloss Rabenstein bezeichnete Herrenhaus unweit der Burg durch Siegert errichtet. Es war für seine Tochter, die einzige Erbin, Rahel Amalie bestimmt, die mit dem Hofrat Karl Wolfgang Maximilian Freiherr von Welck vermählt war. Dieser kaufte, nachdem es Rahel Amalie 1783 erbte und er 1785 in den Adelsstand erhoben wurde, von seiner Frau ganz Oberrabenstein mit Schloss und Burg und ließ das Burgareal im alten Ritterstil wieder aufbauen und die Parkanlage nach englischem Stil verschönern – dafür wurde die Unterburg abgerissen. Nach dessen Tod 1809 gelangte Oberrabenstein an Georg Ludwig Freiherr von Welck auf Oberrabenstein.
Mit dem Verkauf der Anlage im Jahr 1837 an den Leipziger Krämer und Hausbesitzer William Eduard Kraft, der sie bis zu seinem Tod im Jahre 1878 besaß und gern interessierten Besuchern öffnete, endete die Ära Welck. Weitere Besitzer folgten. So kam das Rittergut Oberrabenstein, welches auch die Burg mit einschloss, 1900 an den Kammerherrn von Ried, der es wiederum im Jahr 1902 an den Fabrikbesitzer Matthé Paul Herfurth weiterverkaufte, in dessen Besitz Burg und Gut bis 1945 blieben.
Unter den Herfurths wurde bereits begonnen die mit Schutt verfüllten Gewölbe freizulegen. Offenbar unter diesen Besitzern wurde der Bergfried mit einem Zinnenkranz im Stile der Neogotik versehen. Alte Fotos der Burg vor deren Restaurierung in den 1950er Jahren zeigen diesen Turm noch mit Zinnenkranz. Der Zinnenkranz wurde höchstwahrscheinlich unter den Herfurths in den 1880er Jahren angebracht und in den 1950er Jahren gegen eine neue „barocke“ Haube ausgetauscht. Eine solche barocke Welsche Haube zeigen bereits Abbildungen der Burg aus dem 19. Jahrhundert.
Nach Angaben von Hans und Doris Maresch (S. 41) wurde bereits um 1923 in der Burg ein kleines Privatmuseum eingerichtet.
Ab 1927 war die Burg gegen ein Entgelt an den Wochenenden und Feiertagen für die Öffentlichkeit zugänglich. Dennoch verfiel die Burg immer weiter, so dass sie ab dem 26. Mai 1942 aus Sicherheitsgründen für den Besucherverkehr geschlossen wurde.
Rabenstein gehörte nach dem Zweiten Weltkrieg zur Sowjetischen Besatzungszone, so dass ab Juli 1945 das Rittergut zunächst unter sowjetische Verwaltung fiel und ab 1947 Eigentum des Landes Sachsen wurde, das es 1949 der Gemeinde Rabenstein übertrug. Rabenstein wurde am 1. Juli 1950 nach Chemnitz eingemeindet, so kam die Stadt in den Besitz der Burg, die sie ab 1955 (Maresch S. 41) restaurierte und am 16. Mai 1959 als Museum wieder für die Öffentlichkeit zugänglich machte. Weitere Restaurierungen erfolgten in den 1980er und 1990er Jahren.
Um 1990 wurde in der Ausstellung in der Burg auch ein Richtschwert gezeigt. Es ist das Richtschwert der Stadt Chemnitz, welches sich heute (2022) im Depot des Schloßbergmuseums befindet. Eine neue Ausstellung mit dem Richtschwert ist im Schloßbergmuseum in Planung. Die Burg ist Außenstelle des Schlossbergmuseums Chemnitz.

### Die Rabensteiner Fehde von 1386 bis 1396
Vorgeschichte der Fehde:
Erstmals erwähnt wurde die Burg Rabenstein im Jahre 1336 in einer Urkunde von Ludwig dem Bayern, in der er sie seinem Schwiegersohn, dem Markgrafen Friedrich von Meißen, als Reichslehen verspricht, falls die Linie der Herren von Waldenburg ohne männlichen Erben ausstirbt.
1375 verkaufen die Herren von Waldenburg Burg und Herrschaft Rabenstein an das Benediktinerkloster Chemnitz. Dies stieß nicht auf Akzeptanz bei den Wettinern, so dass die reichsunmittelbare Herrschaft an den Burggrafen Albrecht von Leisnig verpfändet wurde, was letztlich zu einer zehnjährigen Fehde führte, die erst 1396 endete.
Die Fehde:
Historisch belegt ist, das Burggraf Albrecht von Leisnig 1386 offenbar in einem Handstreich die Burg Rabenstein eroberte. Die Burg Rabenstein war bis dato im Besitz des Chemnitzer Bergklosters, welches nach der Reformation zu einem kurfürstlichen Jagdschloss, dem Schloss auf dem Schlossberg Chemnitz umgenutzt wurde.
Bei der Einnahme der Burg Rabenstein waren auf der Seite des Burggrafen Albrecht der Überlieferung nach beteiligt:
- Heinrich, Franz und Kaspar Kundiger
- Junker Rentz von Wachau
- Junker Heinrich von Witzleben
- Johann und Tellin von Schönfeld
- Bürger aus Zwickau und Oederan

Heinrich von Witzleben und Rentz von Wachau besetzten die Dörfer Siegmar, Schönau sowie Höckericht mit dem Rittersitz. Derweil nahmen Johann und Tellin von Schönfeld die Dörfer Kändler, Löbenhain, Röhrsdorf und Pleißa in Besitz für den Burggrafen. Heinrich und Franz Kundiger besetzten Grüna und Reichenbrand. Kaspar Kundiger besetzte allein Rottluff. Zunächst bleibt der Burggraf Albrecht Herr der Herrschaft Rabenstein mit der Burg.
Sofort nach der Einnahme der Burg hatte jedoch der Abt Heinrich von Donin des Chemnitzer Bergklosters zwei Mönche mit versiegelten Anklageschriften losgeschickt. Einen zum Markgrafen Wilhelm von Meißen (1343–1407) in Dresden. Den zweiten auf die lange Reise zum Papst nach Rom.
Es verging nun offenbar einige Zeit. Überraschend nahm (wohl danach) Veit von Schönburg die Burg Rabenstein in Besitz. (Gemeint ist Veit I. von Schönburg: 1370 ersterwähnt, † zwischen 1421 und 1423)
Er vertrieb offenbar die Besatzung des Burggrafen Albrecht von Leisnig.
Es soll zwischen Albrecht von Leisnig und Veit I. von Schönburg schon zuvor ein alter Streit bestanden haben.
Veits Überfall soll am hellichten Tage erfolgt sein. Veit nahm die Dörfer Stein, Pleißa und Kändler in Besitz.
Markgraf Wilhelm von Meißen lässt schließlich ein Gericht tagen, wofür er zwei Räte und zwei Bischöfe als Richter einsetzte.
Ihr Urteil lautete: „Der Burggraf Albrecht von Leisnig hat die Herrschaft und Burg Rabenstein innerhalb von 15 Tagen zu räumen und alles Geraubte dem Kloster Chemnitz zurückzugeben. Außerdem sollten er und seine Bundesgenossen 8000 Goldgulden als Strafe an das Kloster zahlen.“
Als der Papst die Nachricht des Klosters Chemnitz erhielt, war er sehr erzürnt. In der Anklageschrift des Abtes stand, die Truppen von Albrecht hätten bei der Einnahme der Burg Rabenstein auch deren Kapellentür gewaltsam aufgebrochen und in der Kapelle übel gehaust und geplündert. Für diese Untat sollten sich die Täter in Rom eigentlich verantworten.
Von alledem ließ der Burggraf Albrecht sich zunächst nicht beeindrucken. Er behielt Herrschaft und Burg Rabenstein bis zur Einnahme durch Veit von Schönburg in seiner Hand. Die genaue Reihenfolge der Ereignisse ist auch nicht sicher überliefert. Urkundlich belegt ist aber, dass Burg und Herrschaft Rabenstein sich 1390 wieder im Besitz des Klosters befinden.
Veit I. von Schönburg weigerte sich aber das Dorf Kändler ganz herauszugeben. Er behielt einfach das halbe Dorf als Lohn für seine für das Kloster erbrachte militärische Hilfe.
Die Wettiner hatten an der Burg und Herrschaft Rabenstein ein eigenes Interesse. (Siehe Vorgeschichte der Fehde.)
Als „Spätfolge“ der Rabensteiner Fehde wird der Markgraf von Meißen 1388 die Burg Waldenburg belagern, in der sich Veit I. von Schönburg aufhält.
Veit erhält freies Geleit zum Verlassen der Waldenburg zugesichert. Der Markgraf bekam die Waldenburg so in seine Hand. Doch sie kommt offenbar später wieder an das Haus Schönburg.
Denn die Herrschaft Waldenburg war zu dieser Zeit böhmisches Reichsafterlehen der Schönburger.
Erst 1396 bestätigte Markgraf Wilhelm von Meißen den Verkauf von Burg und Herrschaft Rabenstein an das Kloster Chemnitz. Damit endet die Fehde nach zehn Jahren.

## Bodendenkmal und Funde
Im Areal gemachte Funde sind dem 14. Jh. bis hin zur Frühen Neuzeit zuzuweisen.
Am 16. März 1960 wurde das Burgareal als Bodendenkmal eingetragen.

## Heutige Nutzung
Die kleine Burg dient als „Burgmuseum Rabenstein“ und wird vom Schlossbergmuseum Chemnitz als dessen Außenstelle verwaltet.